# Kardinalska imenovanja pape Pija IX.
Papa Pio IX. za vrijeme svoga pontifikata (1846. – 1878.) održao je 23 konzistorija na kojima je imenovao ukupno 123 kardinala.

## Konzistorij 21. prosinca 1846. (I.)
1. Gaetano Baluffi, imolski nadbiskup-biskup
2. Raffaele Fornari, nicejski naslovni nadbiskup, nuncij u Francuskoj [a]
3. Pietro Marini, rimski guverner i vice-kamerlengo Svete Rimske Crkve
4. Giuseppe Bofondi, dekan Svete Rimske rote [b]

## Konzistorij 11. lipnja 1847. (II.)
1. Pierre Giraud, kambrajski nadbiskup, Francuska
2. Jacques-Marie-Antoine-Célestin Dupont, nadbiskup Bourgesa, Francuska
3. Giacomo Antonelli, rizničar Apostolske komore

## Konzistorij 17. siječnja 1848. (III.)
1. Carlo Vizzardelli, tajnik Svete kongregacije izvanrednih crkvenih poslova

## Konzistorij 30. rujna 1850. (IV.)
1. Paul-Thérese-David d'Astros, tuluski nadbiskup, Francuska
2. Juan José Bonel y Orbe, toledski nadbiskup, Španjolska
3. Giuseppe Cosenza, kapuanski nadbiskup
4. Jacques-Marie-Adrien-Césaire Mathieu, bezanskonski nadbiskup, Francuska
5. Judas José Romo y Gamboa, seviljski nadbiskup, Španjolska
6. Thomas Gousset, remski nadbiskup, Francuska
7. Maximilian Joseph Gottfried Sommerau Beeckh, olomučki nadbiskup, Češka, Austro-Ugarska
8. Johannes von Geissel, kelnski nadbiskup
9. Pedro Paulo de Figuereido da Cunha e Melo, nadbiskup Brage, Portugal
10. Nicholas Wiseman, vestminsterski nadbiskup, Engleska
11. Giuseppe Pecci, biskup Gubbija
12. Melchior von Diepenbrock, vroclavski knez-biskup, Njemačka
13. Roberto Giovanni F. Roberti, glavni saslušatelj Apostolske komore

## Konzistorij 15. ožujka 1852. (V.)
1. Domenico Lucciardi, senigaljski nadbiskup-biskup
2. François-Auguste-Ferdinand Donnet, bordoški nadbiskup, Francuska
3. Girolamo d'Andrea, melitenski naslovni nadbiskup, tajnik Svete kongregacije Tridentskoga sabora
4. Carlo Luigi Morichini, nisibiski naslovni nadbiskup, glavni rizničar Apostolske komore
5. Michele Viale-Prela, kartaški naslovni nadbiskup, nuncij u Austro-Ugarskoj [c]
6. Giovanni Brunelli, solunski naslovni nadbiskup, nuncij u Španjolskoj [c]

## Konzistorij 7. ožujka 1853. (VI.)
1. János Scitovszky, ostrogonski nadbiskup, Austro-Ugarska
2. François-Nicholas-Madeleine Morlot, turski nadbiskup, Francuska
3. Giusto Recanati, O.F.M.Cap., tripolski naslovni biskup
4. Domenico Savelli, vice-kamerlengo Svete Rimske Crkve
5. Prospero Caterini, apostolski protonotar, prisjednik Svete kongregacije za inkviziciju
6. Vincenzo Santucci, tajnik Svete kongregacije izvanrednih crkvenih poslova

## Konzistorij 19. prosinca 1853. (VII.)
1. Gioacchino Pecci, peruđanski nadbiskup-biskup [d]
2. Camillo di Pietro, beirutski naslovni nadbiskup, nuncij u Portugalu [e]

## Konzistorij 17. prosinca 1855. (VIII.)
1. Joseph Othmar von Rauscher, bečki nadbiskup, Austro-Ugarska
2. Karl August von Reisach, minhenski i frajzinški nadbiskup, Bavarska
3. Clément Villecourt, larošelski biskup, Francuska
4. Francesco Gaude, O.P., generalni prokurator svoga reda

## Konzistorij 16. lipnja 1856. (IX.)
1. Mihail Lewicki, lavovski, halički i kamenečki rutenski nadbiskup, Galicija, Rusija
2. Juraj Haulik de Várallya, zagrebački nadbiskup, Hrvatska, Austro-Ugarska
3. Alessandro Barnabo, tajnik Svete kongregacije za širenje vjere
4. Gaspare Grassellini, pro-legat u Bologni
5. Francesco de' Medici di Ottaiano, prefekt Svete palače

## Konzistorij 15. ožujka 1858. (X.)
1. Cirilo de Alameda y Brea, O.F.M.Obs., toledski nadbiskup, Španjolska
2. Antonio Benedetto Antonucci, jakinski biskup
3. Manuel Joaquín Tarancón y Morón, seviljski nadbiskup, Španjolska
4. Enrico Orfei, ćezenski biskup
5. Giuseppe Milesi Pironi Ferretti
6. Pietro de Silvestri, dekan Svete Rimske rote
7. Teodolfo Mertel

## Konzistorij 25. lipnja 1858. (XI.)
1. Manuel Bento Rodrigues da Silva, C.R.S.J.E., lisabonski patrijarh, Portugal

## Konzistorij 27. rujna 1861. (XII.)
1. Alexis Billiet, šamberijski nadbiskup, Francuska
2. Carlo Sacconi, nicejski naslovni nadbiskup, nuncij u Francuskoj
3. Miguel García Cuesta, nadbiskup Santiaga de Compostele, Španjolska
4. Gaetano Bedini, viterbski i toskanelski nadbiskup-biskup
5. Fernando de la Puente y Primo de Rivera, burgoski nadbiskup, Španjolska
6. Angelo Quaglia, tajnik Svete kongregacije Tridentskoga sabora
7. Antonio Maria Panebianco, O.F.M.Conv., konzultor Svetih kongregacija rimske i opće inkvizicije i Izvanrednih crkvenih poslova

Papa Pio IX. službeno je obavijestio, 22. kolovoza 1861., mletačkoga patrijarha Angela Francesca Ramazzottija da ga namjerava imenovati kardinalom na konzistoriju 27. rujna 1861. Patrijarh je umro tri dana prije održavanja konzistorija.

## Konzistorij 16. ožujka 1863. (XIII.)
1. Giuseppe Luigi Trevisanato, mletački patrijarh, Venecija
2. Antonino Saverio De Luca, tarski naslovni nadbiskup, nuncij u Austro-Ugarskoj
3. Giuseppe Andrea Bizzarri, filipski naslovni nadbiskup, tajnik Svete kongregacije za biskupe i redovnike
4. Luis de la Lastra y Cuesta, seviljski nadbiskup, Španjolska
5. Jean-Baptiste-François Pitra, O.S.B.
6. Filippo Maria Guidi, O.P., bolonjski nadbiskup
7. Francesco Pentini, dekan Apostolske komore

## Konzistorij 11. prosinca 1863. (XIV.)
1. Henri-Marie-Gaston Boisnormand de Bonnechose, ruanski nadbiskup, Francuska

## Konzistorij 22. lipnja 1866. (XV.)
1. Paul Cullen, dablinski nadbiskup, Irska
2. Gustav Adolf von Hohenlohe-Schillingsfürst, edeski naslovni nadbiskup, tajni razdjelitelj milostinje Njegove Svetosti
3. Luigi Maria Bilio, C.R.S.P.
4. Antonio Matteucci, vice-kamerlengo Svete Rimske Crkve
5. Domenico Consolini

## Konzistorij 13. ožujka 1868. (XVI.)
1. Lucien-Louis-Joseph-Napoléon Bonaparte, apostolski protonotar
2. Innocenzo Ferrieri, sidski naslovni nadbiskup, nuncij u Portugalu
3. Matteo Eustachio Gonella, viterbski i toskanelski nadbiskup-biskup
4. Lorenzo Barili, tianski naslovni nadbiskup, nuncij u Španjolskoj
5. Giuseppe Berardi, nicejski naslovni nadbiskup, zamjenik u Državnom tajništvu
6. Juan de la Cruz Ignacio Moreno y Maisonave, valjadolidski nadbiskup, Španjolska
7. Raffaele Monaco La Valletta, prisjednik Svete kongregacije za inkviziciju
8. Edoardo Borromeo, prefekt Papinskoga doma
9. Annibale Capalti, tajnik Svete kongregacije za širenje vjere

## Konzistorij 22. prosinca 1873. (XVII.)
1. Inácio do Nascimento Morais Cardoso, lisabonski patrijarh, Portugal
2. René-François Régnier, kambrajski nadbiskup, Francuska
3. Maximilian Joseph von Tarnóczy, salcburški nadbiskup, Austro-Ugarska
4. Flavio Chigi, mirski naslovni nadbiskup, nuncij u Francuskoj
5. Alessandro Franchi, solunski naslovni nadbiskup, nuncij u Španjolskoj
6. Joseph-Hippolyte Guibert, O.M.I., pariški nadbiskup, Francuska
7. Mariano Falcinelli Antoniacci, O.S.B.Cas., atenski naslovni nadbiskup, nuncij u Austro-Ugarskoj
8. Mariano Benito Barrio y Fernández, valencijski nadbiskup, Španjolska
9. Luigi Oreglia di Santo Stefano, damietanski naslovni nadbiskup, nuncij u Portugalu
10. János Simor, ostrogonski nadbiskup, Austro-Ugarska
11. Camillo Tarquini, S.J., konzultor Svete kongregacije za inkviziciju
12. Tommaso Maria Martinelli, O.E.S.A.

## Konzistorij 15. ožujka 1875. (XVIII.)
1. Ruggero Luigi Emidio Antici Mattei, carigradski naslovni latinski patrijarh, glavni saslušatelj Apostolske komore [f]
2. Pietro Giannelli, sardski naslovni nadbiskup, tajnik Svete kongregacije Tridentskoga sabora
3. Mieczysław Halka Ledóchowski, gnježanski i poznanski nadbiskup, Poljska, Prusko carstvo
4. John McCloskey, njujorški nadbiskup, Sjedinjene Američke Države
5. Henry Edward Manning, vestminsterski nadbiskup, Engleska
6. Victor-Auguste-Isidore Dechamps, C.SS.R., mehelenski nadbiskup, Belgija
7. Salvatore Nobili Vitelleschi, seleucijanski naslovni nadbiskup, tajnik Svetih kongregacija za biskupe i redovnike i Crkvenoga imuniteta [f]
8. Giovanni Simeoni, kalcedonski naslovni nadbiskup, nuncij u Španjolskoj [f]
9. Domenico Bartolini, apostolski protonotar
10. Lorenzo Ilarione Randi, vice-kamerlengo Svete Rimske Crkve [f]
11. Bartolomeo Pacca, ml., prefekt Papinskoga doma [f]

## Konzistorij 17. rujna 1875. (XIX.)
1. Godefroy Brossais-Saint-Marc, renski nadbiskup, Francuska

## Konzistorij 3. travnja 1876. (XX.)
1. Bartolomeo d'Avanzo, kalvijski i teanski biskup, Italija
2. Johannes Baptiste Franzelin, S.J.

## Konzistorij 12. ožujka 1877. (XXI.)
1. Francisco de Paula Benavides y Navarrete, O.S. Iacobis, zapadnoindijski patrijarh, Španjolska
2. Francesco Saverio Apuzzo, kapuanski nadbiskup, Italija
3. Manuel García Gil, O.P., zaragozanski nadbiskup, Španjolska
4. Edward Henry Howard of Norfolk, neocezarejski naslovni nadbiskup
5. Miguel Payá y Rico, nadbiskup Santiaga de Compostele, Španjolska
6. Louis-Marie-Joseph-Eusebe Caverot, lionski nadbiskup, Francuska
7. Luigi di Canossa, veronski biskup, Italija
8. Luigi Serafini, viterbski i toskanelski biskup, Italija
9. Lorenzo Nina, prisjednik Svete kongregacije za inkviziciju
10. Enea Sbarretti, tajnik Svete kongregacije za biskupe i redovnike
11. Frédéric de Falloux du Coudray, regens Apostolske kancelarije

## Konzistorij 22. lipnja 1877. (XXII.)
1. Josip Mihalović, zagrebački nadbiskup, Hrvatska, Austro-Ugarska
2. Johann Rudolf Kutschker, bečki nadbiskup, Austro-Ugarska
3. Lucido Maria Parocchi, bolonjski nadbiskup, Italija

## Konzistorij 28. prosinca 1877. (XXIII.)
1. Vincenzo Moretti, ravenski nadbiskup, Italija
2. Antonio Pellegrini, dekan Apostolske komore